# 穆甘蘇維埃共和國
穆甘蘇維埃共和國是一个短命的亲布尔什维克国家，1919年3月—6月存在于今阿塞拜疆东南部，首都为连科兰。它反对在巴库成立的阿塞拜疆民主共和国政权。主要由當地的俄羅斯人成立，当阿塞拜疆民主共和国的军队控制该地区後，該國停止存在。